# 瀉停封
瀉停封膠囊，是中國貴州百靈企業集團生產的止瀉藥，聲稱具清熱解毒，燥濕止瀉功能。該藥以知名藝人謝霆鋒名字的諧音取名，於2000年代初得到不少關注。